# Platyrhacus tenebrosus
Platyrhacus tenebrosus är en mångfotingart som först beskrevs av Filippo Silvestri 1898.  Platyrhacus tenebrosus ingår i släktet Platyrhacus och familjen Platyrhacidae. Inga underarter finns listade i Catalogue of Life.